# Armilo
Armilo (en hebreo: ארמילוס‎), también llamado Armilus, Armilos o Armilius, es una figura antimesiánica del esoterismo judío medieval, comparable al Anticristo del cristianismo y al Dajjal musulmán. La tradición predice que conquistará la Tierra, se asentará en Jerusalén y perseguirá a los fieles hasta ser derrotado por el auténtico mesías. Su destrucción, pues, precede a la victoria de Dios en la era mesiánica.

## Textos
El primer texto que habla de Armilo es el Apocalipsis de Zorobabel, que data de siglo VII. Un texto midrásico del siglo XI publicado en 1519, el Midrash Vayosha, sigue su estela. Con el tiempo Armilo se convirtió, con algunas variaciones, en una figura ubicua de los tratados apocalípticos judíos, sustituyendo así a Gog como el enemigo profetizado del judaísmo.
Según estas crónicas, esta figura nace cuando paganos malvados o el mismo Satán (bajo el nombre de Belial) copulan con una estatua de Roma, una efigie de mármol de una chica de gran belleza -posiblemente la Virgen María- que el mismo Dios habría fabricado en el comienzo del mundo. De este extraño coito surge Armilo, monstruoso y maligno, que procede a ganarse la confianza de los cristianos al convertirse a su fe y adueñarse de ella bajo el título del mesías de Edom. El Zorobabel lo describe como físicamente inhumano, siendo enorme de estatura y teniendo ojos rojos, pelo dorado, piel verde (sólo en sus pies según una traducción) y dos cabezas. Por su parte, el Midrash Vayosha lo describe simplemente como malformado y enfermo, padeciendo de calvicie, lepra, sordera de un oído, discapacidad física y ojos y brazos desiguales.
Tras ello Armilo se vuelve contra los judíos y les obliga a reconocerle como su Dios, pero su incapacidad de reproducir los milagros de Moisés hace que éstos lo revoquen como Satán. El monstruo entonces les hace la guerra a la cabeza de un ejército de paganos, entre los que se hallarían Gog y Magog, y se enfrenta a los 30 000 héroes judíos que acudirían al combate bajo el mando de un tal Nehemías. Armilo y sus fuerzas salen victoriosas, masacrando a los judíos y obligándoles a vivir entre grandes tribulaciones en el desierto, hasta que Dios envía a sus ángeles junto con el mesías de David y el profeta Elías. Los malvados se enfrentan ahora a Dios, pero esta vez son derrotados, y el mesías acaba con Armilo con la fuerza de su aliento.
A causa de su imaginería, nombre y papel, se cree que la figura de Armilo personifica el cristianismo y el imperio romano como principal amenazas a los hebreos. Algunos lo identifican como un trasunto de Heraclio, el emperador bizantino, contra el que los judíos se levantaron alrededor de la época en la que se escribió el Apocalipsis de Zorobabel. Su nombre podría ser una combinación del Ahrimán zoroástrico y Rómulo, el legendario fundador de Roma, mientras que su apariencia física provendría de la descripción de las deformidades de Calígula que hace Suetonio.